# 姬堂停车场
姬堂停车场位于中国广东省广州市黄埔区大沙街道丰乐北路东侧、石化北路南侧，是广州地铁7号线二期配套建设的车辆基地。

## 基本信息
姬堂停车场总建筑面积约4.5万平方米，是地铁七号线二期列车进行停车、检修等作业的场所。

## 历史
7号线二期工程最初设飞凤山停车场。因原方案选址难以满足该区域的发展定位及景观控制要求，2018年环评中，停車場改為科林路以南、科丰路以西的上堂停车场。2020年，黄埔区政府再向广州市政府提出变更停车场选址的诉求。最终在2021年6月，选址确定为豐樂北路東側、石化北路南側并取消物业上盖。
2022年4月，姬堂停车场维修楼实现封顶。2023年8月31日，姬堂停车场“三权”移交至运营单位。